# Colomba
Colomba este un municipiu din Quetzaltenango, Guatemala, cu o suprafață de 212 km2 și o populație de 38.746 de locuitori (2002). Este situat la altitudinea de 1011 m.